# Ana Pérez Cañamares
Ana Pérez Cañamares (Santa Cruz de Tenerife, 22 de enero de 1968) es una escritora y poeta española.

## Trayectoria
Nació en 1968 en Santa Cruz de Tenerife, pero desde que tiene un año reside en Madrid. Licenciada en Filología Hispánica por la Universidad Complutense de Madrid trabaja como administrativa para la Universidad Nacional de Educación a Distancia. Su carrera poética empieza con la publicación en el año 2007 del libro La alambrada de mi boca (Editorial Baile del Sol). En la misma editorial se publicó su primer libro de relatos En días idénticos a nubes y su segundo poemario, Alfabeto de cicatrices. En 2013  Las sumas y los restos fue «V Premio de Poesía Blas de Otero- Villa de Bilbao 2012».
Algunos de sus cuentos han aparecido en antologías como Por favor sea breve (Páginas de Espuma), Mujeres cuentistas (Baile del Sol), Beatitud. Visiones de la Beat Generation (Baladí) o Al otro lado del espejo. Narrando contracorriente (Escalera), entre otras. También colabora con sus poemas en las antologías Resaca/Hank Over. Un homenaje a Charles Bukowski (Random House Mondadori), 23 Pandoras. Poesía alternativa española (Baile del Sol), La manera de recogerse el pelo. Generación Bloguer (Bartleby), así como en distintas revistas impresas y digitales. También ha participado en el encuentro poético Voces del extremo.
En 2019 publica Querida hija imperfecta, poemario que gira en torno a la maternidad. Su último libro es La senda del cimarrón, publicado en el año 2020.